# NEC Corporation
NEC Corporation (日本電気株式会社, Nippon Denki Kabushiki Gaisha) é uma empresa multinacional de tecnologia da informação sediada em Minato-ku, Tóquio, Japão. A NEC, parte do Grupo Sumitomo, oferece soluções de rede e tecnologia da informação (TI ou IT em inglês) para empresas, provedores de serviços em telecomunicações e governos. Os principais segmentos de atuação são: soluções em TI, soluções em rede e dispositivos eletrônicos.
A empresa era conhecida até 1983 como Nippon Electric Company, Limited, mas ainda utiliza esse nome em seu país natal. A NEC está presente no Brasil, onde se chama NEC Latin America. Atualmente ela está situada em São Paulo. Em Portugal, sob o nome de NEC Portugal, tem escritórios em Aveiro e Lazarim, onde também está situada a sede.

## História

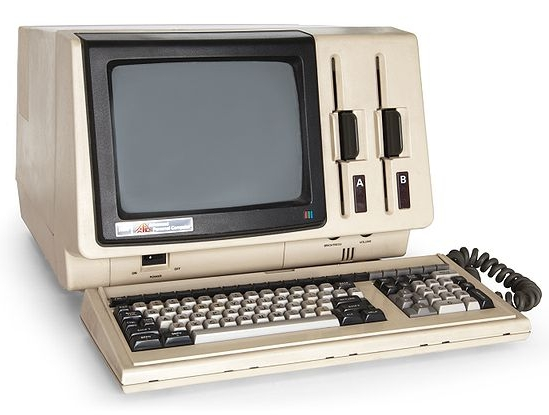
Computador NEC APC de 1982.

A empresa foi fundada como Nippon Electric Company, Limited por Kunihiko Iwadare e Takeshiro Maeda em 1898 como uma fabricante de telefones e tomadas, nos primeiros anos fez uma parceria com a Western Electric dos Estados Unidos, começou a fazer negócios com a China em 1908.
O Grande sismo de Kantō em 1923 destruiu quatro fábricas da NEC, em 1924 começou a produzir aparelhos de rádio, a partir de 1938 algumas fábricas estiveram sob controle militar, durante a Segunda Guerra Mundial várias fábricas foram destruídas.

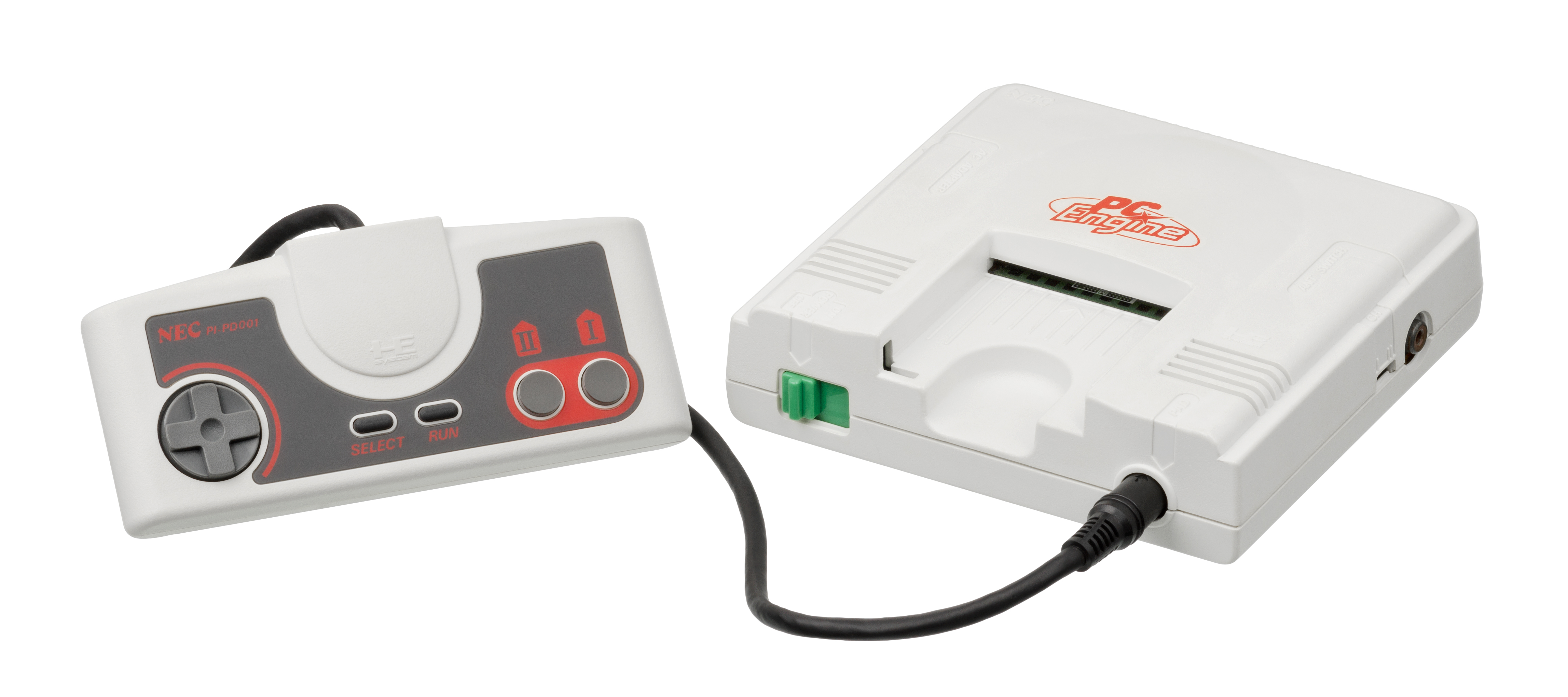
O PC Engine lançado em 1987.

Após a guerra a NEC firmou parcerias com a Nippon Telegraph and Telephone (NTT) e KDDI para o desenvolvimento de computadores, durante a década de 1980 chegou a ter 80% das vendas de computadores no Japão, também produziu os consoles PC-Engine (TurboGrafx-16 no ocidente) e PC-FX. Em 1990 inaugurou a sua sede atual, a NEC Supertower.

### NEC Mobile Communications

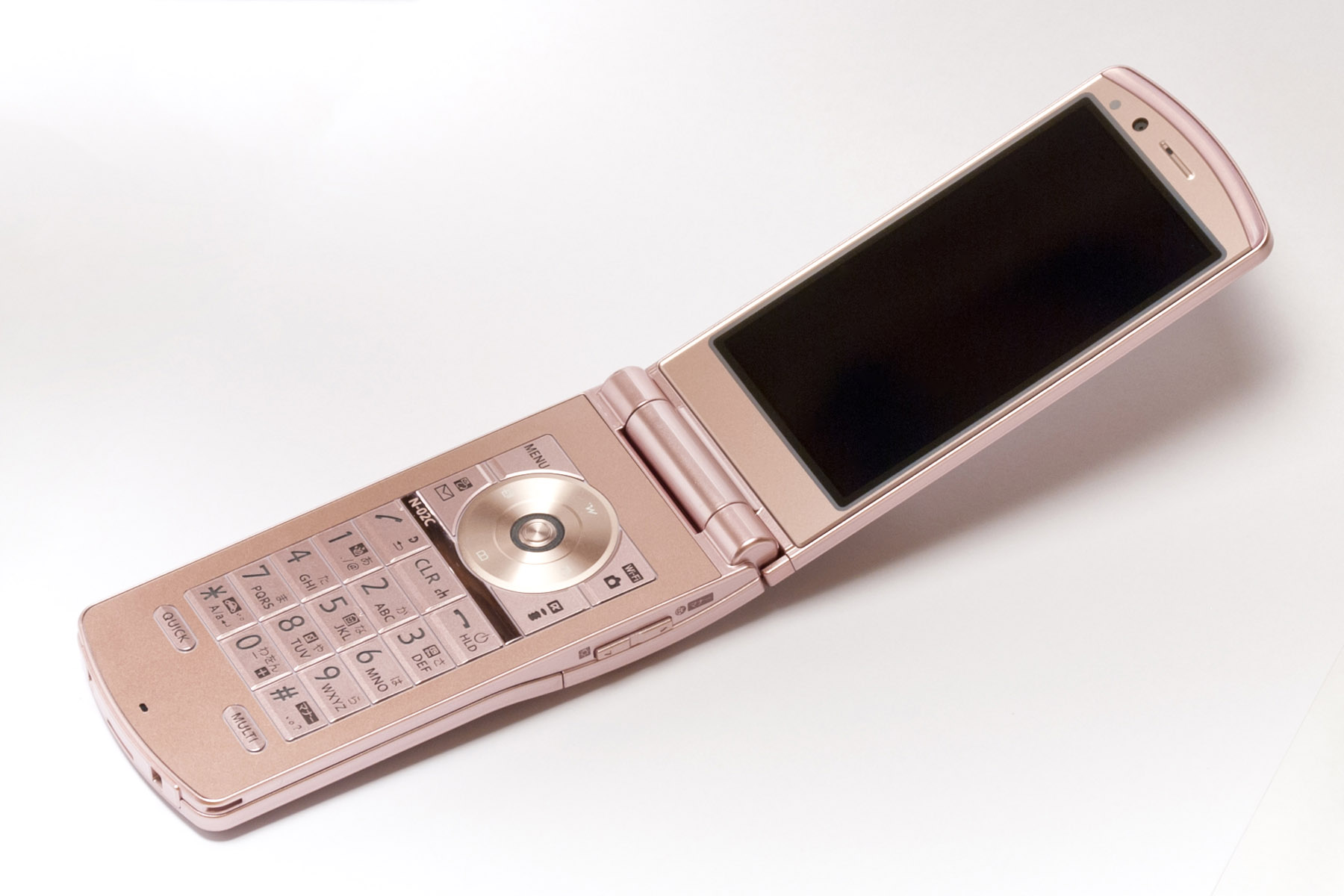
Celular NTT DoCoMo FOMA N-02C produzido pela NEC.

A NEC Mobile Communications foi criada em 1 de maio de 2010 como  uma joint venture entre três fabricantes japoneses de eletrônicos NEC, Casio e Hitachi, onde a NEC possui 70,74%, Casio 20,00% e Hitachi 9,26%.  A empresa projeta e fabrica telefones celulares e produtos relacionados. 
A empresa foi formada como uma fusão entre a divisão de aparelhos móveis da NEC e a antiga joint venture entre Casio e Hitachi a Casio Hitachi Mobile Communications, criada em 1 de abril de 2004.

### Troca de nome
A partir de 1º de outubro de 2014, a NEC Casio Mobile Communications, anunciou que seu nome oficial passou a ser NEC Mobile Communications. Desde então, o site oficial passou a ser: https://web.archive.org/web/20160223105020/http://www.nec-mobilecom.com/. O antigo site NEC Casio https://web.archive.org/web/20140926071701/http://www.nec-casio-mobile.com/ (e todos os seus domínios de software / atualizações) foram fechados em fevereiro de 2015. As atividades da NEC Mobile parecem ter sido encerradas, restando apenas o suporte técnico ao cliente.